# 29. новембар
29. новембар (29.11.) је 333. дан године по грегоријанском календару (334. у преступној години). До краја године има још 32 дана.

## Догађаји
- 1777 —
- 1777 — Сан Хозе, Калифорнија је основан као el Pueblo de San José de Guadalupe. Ово је прво цивилно насеље или pueblo у овом делу Калифорније.
- 1781 — Брод са робовима Зонг баца живи товар у море да би полагао право на осигурање.
- 1830 — Новембарски немири избијају у Пољској.
- 1847 — Витман масакр: Др. Маркус Витман, његова жена Нарциса и још њих петнаесторо су убијени и тиме почињу Индијански ратови.
- 1864 — Индијански ратови:: Сенд Крик масакр - волонтери из Колорада предвођени пуковником Џоном Чивингтоном масакрирају најмање 400 припадника Чејена и Арапахоа у Сенд Крику, Колорадо.
- 1872 — Индијански ратови: Модок рат почиње Битком Изгубљене Реке.
- 1877 — Томас Едисон демонстрира свој фонограф по први пут.
- 1890 —
  - Меиџи устав ступа на снагу у Јапану и први Дијет се састаје.
  - У Вест Поинту у савезној држави Њујорк, Америчка Морнаричка академија је победила Академију копнене војске са 24:0 у првој утакмици америчког фудбала између армијске и морнаричке академије.
- 1915 — Ватра уништава већину зграда на Острву Свете Каталине у Калифорнији.
- 1929 — Амерички адмирал Ричард Берд постаје прва особа која је прелетела Јужни пол.
- 1941 — На Кадињачи се одиграла битка између ужичког Радничког батаљона и немачких окупационих снага. Изгинули су сви борци Радничког батаљона, штитећи одступницу Врховном штабу који се повлачио из Ужица ка Санџаку.
- 1943 — У Јајцу је одржано Друго заседање АВНОЈ-а, на ком је одлучено да се Југославија изгради на федеративном принципу.
- 1944 — Други светски рат: Албанија је ослобођена од немачке окупације.
  - Алфред Блалок и Вивијен Томас врше прву операцију (на човеку) да би исправили синдром плаве бебе.
- 1945 — Званично проглашена ФНРЈ (Федеративна Народна Република Југославија), што је означило крај монархистичког уређења у Југославији. Овај дан се прослављао као Дан Републике до 2002.
- 1947 — Генерална Скупштина Уједињених нација је изгласала поделу Палестине између Арапа и Јевреја.
- 1950 — Корејски рат: Севернокорејске и кинеске трупе наређују повлачење снага Уједињених нација из Северне Кореје.
- 1952 — Корејски рат: Амерички председник Двајт Ајзенхауер испуњава обећање из кампање тиме што путује до Кореје да би видео шта може да се учини да се прекине конфликт.
- 1961 — Меркур-Атлас 5 је лансиран са Еносом (шимпанзом) (летелица је облетела Земљу два пута и срушила се недалеко од обале Порторика).
- 1963 — Амерички председник Линдон Џонсон је успоставио Воренову комисију да истражи атентат на председника Џона Кенедија.

1963 – Five minutes after takeoff from Montreal, Trans-Canada Air Lines Flight 831 crashed, killing all 118 people aboard.
- 1963 — Канадски DC-8 на лету лету 831 се срушио, убивши притом свих 118 особа у авиону.
- 1965 — Лансиран је канадски сателит Alouette 2 .
- 1967 — Вијетнамски рат: Амерички министар одбране Роберт Макнамара објављује своју оставку.
- 1975 — Бил Гејтс први пут користи име „Micro-soft“ (за микрорачунарски софтвер) у писму Полу Алену.
- 1981 — Недалеко од обале острва Санта Каталине, 43-годишња Натали Вудсе дави несрећним случајем.
- 1982 — Совјетска инвазија Авганистана: Генерална скупштина Уједињених нација доноси Резолуцију Уједињених нација 37/37, по којој совјетске снаге треба да се повуку из Авганистана.
- 1987 — Корејски Боинг 707 у ком се налазило 155 путника експлодирао је изнад тајландско-бурманске границе.
- 1990 — Заливски рат: Савет безбедности Уједињених нација доноси Резолуцију Савета безбедности УН 678, по којој се омогућује војна интервенција на Ирак уколико та нација не повуче своје снаге из Кувајта и не ослободи све стране таоце до 15. јануара 1991.
- 1992 — Денис Бирд из Њујорк Џетса постаје парализован због повреде врата током фудбалске утакмице против Канзас Сити Чифса.
- 2017 — Слободан Праљак, хрватски ратни злочинац, извршио самоубиство у судници приликом читања пресуде, испијањем отрова цијанида што му је зауставило рад срца. Смрт је констатована неколико часова касније.

## Рођења
- 1797 — Гаетано Доницети, италијански композитор. (прем. 1848)
- 1803 — Кристијан Доплер, аустријски математичар и физичар. (прем. 1853)
- 1832 — Луиза Меј Алкот, америчка књижевница. (прем. 1888)[1]
- 1835 — Циси, кинеска царица (1861—1908). (прем. 1908)[2]
- 1839 — Лудвиг Анценгрубер, аустријски драматург, романописац и песник. (прем. 1889)[3]
- 1847 — Светислав Вуловић, српски књижевно-позоришни критичар, историчар књижевности и академик. (прем. 1898)
- 1856 — Теобалд фон Бетман Холвег, немачки политичар, најпознатији као канцелар Немачке (1909—1917). (прем. 1921)
- 1891 — Јулијус Раб, аустријски политичар, најпознатији као канцелар Аустрије (1953—1961). (прем. 1964)
- 1895 — Базби Беркли, амерички редитељ и музички кореограф. (прем. 1976)
- 1922 — Душко Радовић, српски песник, писац, новинар, афористичар и радио и ТВ уредник. (прем. 1984)
- 1929 — Рената Улмански, српска глумица.
- 1932 — Жак Ширак, француски политичар, најпознатији као председник Француске (1995—2007). (прем. 2019)
- 1937 — Бранислав Мартиновић, српски рвач. (прем. 2015)
- 1938 — Мирко Ђорђевић, српски социолог религије, књижевник, публициста и преводилац. (прем. 2014)
- 1939 — Матија Бећковић, српски песник и писац.[4][5]
- 1946 — Вук Драшковић, српски књижевник и политичар, оснивач Српског покрета обнове.
- 1947 — Петра Кели, немачка политичарка, активисткиња за људска права, феминисткиња, еколошкиња и оснивачица партије Зелених. (прем. 1992)
- 1949 — Гари Шендлинг, амерички глумац, комичар, редитељ, продуцент и писац. (прем. 2016)
- 1952 — Џеф Феј, амерички глумац.
- 1954 — Џоел Коен, амерички редитељ, сценариста и продуцент.
- 1957 — Мирко Кодић, српски хармоникаш.
- 1961 — Том Сајзмор, амерички глумац и продуцент. (прем. 2023)
- 1961 — Новица Чановић, југословенски атлетичар. (прем. 1993)
- 1962 — Енди Ларок, шведски музичар и музички продуцент, најпознатији као гитариста групе King Diamond.
- 1964 — Дон Чидл, амерички глумац.
- 1967 — Чарлс Смит, амерички кошаркаш.
- 1973 — Рајан Гигс, велшки фудбалер и фудбалски тренер.
- 1976 — Чедвик Боузман, амерички глумац. (прем. 2020)[6]
- 1976 — Ана Фарис, америчка глумица, продуценткиња, гласовна уметница и списатељица.
- 1978 — Лорен Кристина Герман, америчка глумица.
- 1984 — Катлего Мфела, јужноафрички фудбалер.
- 1986 — Катарина Димитријевић, српска глумица.
- 1995 — Лора Марано, америчка глумица и певачица.

## Смрти
- 741 — Папа Гргур III
- 1268 — Папа Клемент IV
- 1314 — Краљ Филип IV Лепи (рођ. 1268)
- 1378 — Карло IV, цар Светог римског царства. (рођ. 1316)
- 1516 — Ђовани Белини, италијански сликар. (рођ. отприлике 1430)
- 1530 — Кардинал Томас Вулси, саветник енглеског краља Хенрија VIII.
- 1571 — Катберт Мејн, римокатолички свештеник у Енглеској.
- 1632 — Фридрих V Палатински (рођ. 1596)
- 1643 — Клаудио Монтеверди, италијански композитор.
- 1694 — Марчело Малпиги, италијански физичар.
- 1847 — Маркус и Нарциса Витман
- 1881 — Јанез Блајвајс, словеначки конзервативни политичар, новинар, лекар, ветеринар и јавна личност. (рођ. 1808)[7]
- 1916 — Војвода Вук, четнички командант у балканским ратовима
- 1924 — Ђакомо Пучини, италијански композитор. (рођ. 1858)
- 1941 — Драгојло Дудић, револуционар, књижевник (рођ. 1887)[8]
- 1953 — Сем Де Грас, холивудски глумачки пионир.
- 1954 — Динк Џонсон, џез музичар. (рођ. 1892)
- 1957 — Ерих Волфганг Корнголд, композитор.
- 1975 — Грејам Хил, тркач аутомобила.
- 1979 — Зепо Маркс, глумац, комичар. (рођ. 1901)
- 1981 —
  - Фредерик Вертам, психолог. (рођ. 1895)
  - Натали Вуд, америчка глумица. (рођ. 1938)
- 1982 — Перси Вилијамс, канадски спортиста. (рођ. 1908)
- 1986 — Кери Грант, глумац.
- 1989 — Зуко Џумхур, путописац, сликар и карикатуриста. (рођ. 1921)[9]
- 1991 — Френк Јерби, аутор.
- 1996 — Драгослав Срејовић, археолог, академик САНУ
- 1998 — Живојин Павловић, српски књижевник, филмски редитељ, сликар и професор Београдског Универзитета.
- 1999 — Џин Рејбурн, водитељ.
- 2001 —
  - Џорџ Харисон, музичар (Битлси).
  - Џон Ноулс, аутор.
- 2004 —
  - Џон Дру Баримор, глумац. (рођ. 1932)
  - Хери Денинг, бејзбол играч. (рођ. 1911)
- 2009 — Драгомир Брајковић, књижевник (рођ. 1947)
- 2017 — Слободан Праљак, хрватски генерал и редитељ. (рођ. 1945)

## Празници и дани сећања
- Српска православна црква данас прославља
  - Свети апостол и јеванђелист Матеј
- Међународни дан солидарности са Палестинцима
- Национални дан у Албанији
- Дан Републике бивше СФР Југославије и СР Југославије